# Loulou Graffiti
Loulou Graffiti es una película francesa de comedia y drama de 1992, dirigida por Christian Lejalé, que a su vez la escribió, musicalizada por Yvan Cassar, en la fotografía estuvo Laurent Dailland y los protagonistas son Anémone, Jean Reno y Jean Benguigui, entre otros. El filme fue realizado por Hugo Films, Les Productions de la Guéville y Imagine 35 Productions; se estrenó el 8 de abril de 1992.

## Sinopsis
Un pequeño alborotador del suburbio, Loulou Graffiti, pretende unir a un hombre y una mujer que no son totalmente compatibles.